# موسى بن عزرا
الحبر أبو هارون موسى بن يعقوب بن عزرا الأندلسي (ولد حوالي سنة 1055 وتوفي بعد سنة 1135) هو شاعر وفيلسوف ولغوي يهودي أندلسي كان له أثر بارز في الثقافة الأندلسية العربية، ويعد من كبار شعراء الأندلس في زمانه.

## حياته
ولد موسى بن عزرا في غرناطة حوالي عام 1055، في عائلة يهودية غنية عريقة، ربما كانت لها مسؤوليات رسمية في ظل الحكم الإسلامي في الأندلس.